# Zeng Jing

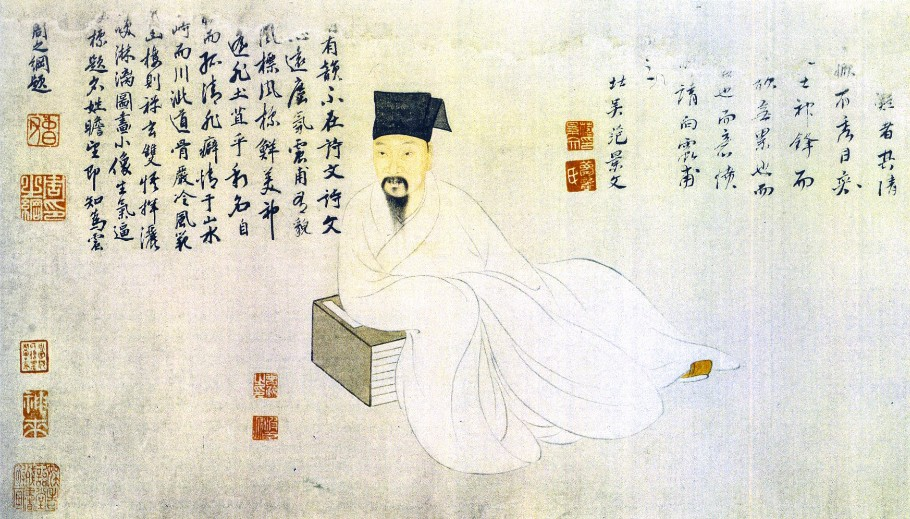
Retrat de Ge Yikong

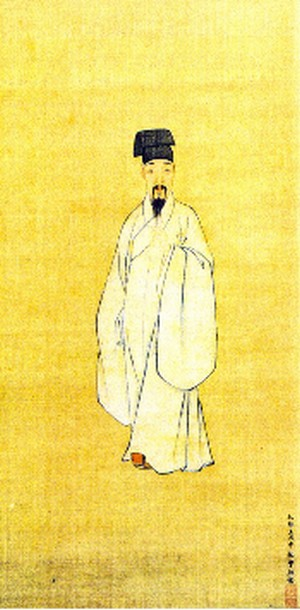
Retrat de Zhang Qingzi

Zeng Jing (xinès simplificat:曾鲸; xinès tradicional: 曾鯨; pinyin: Céng Jīng), també conegut com a Bochen, fou un pintor xinès que va viure sota la dinastia Ming.
Va néixer a Putian, província de Fujian vers l'any 1564 i va morir el 1647 però altres fonts donen altres dates (com en el llibre de D.E, Mungello on s'indiquen els anys 1568 i 1650 respectivament). Va viure i desenvolupar la seva activitat artística a Nanjing però també va viure altres ciutats com Hangzhou.
Zeng Jing va ser cèlebre pels seus retrats (va pintar importants personatges). Les figures eren molt versemblants, com en un mirall. Va conèixer tècniques occidentals (la pintura a l'oli, entre altres) però la seva pintura té trets tradicionals. Utilitzava subtilment el joc de clarors i ombres. Els seus deixebles i seguidors van formar la denominada “Escola Bochen”. De les seves obres més famoses destaquen els retrats de Hou Tongceng i de Wang Shimin. Es troben obres seves al Museu d'Art de Tianjin, al Museu del Palau de Pequín i al Museu Provincial de Zhejiang.